# Нойенхоф
Нойенхоф (нем. Neuenhof AG) — коммуна в Швейцарии, в кантоне Аргау.
Входит в состав округа Баден-Аргау.  Население составляет 7989 человек (на 31 декабря 2007 года). Официальный код  —  4034.

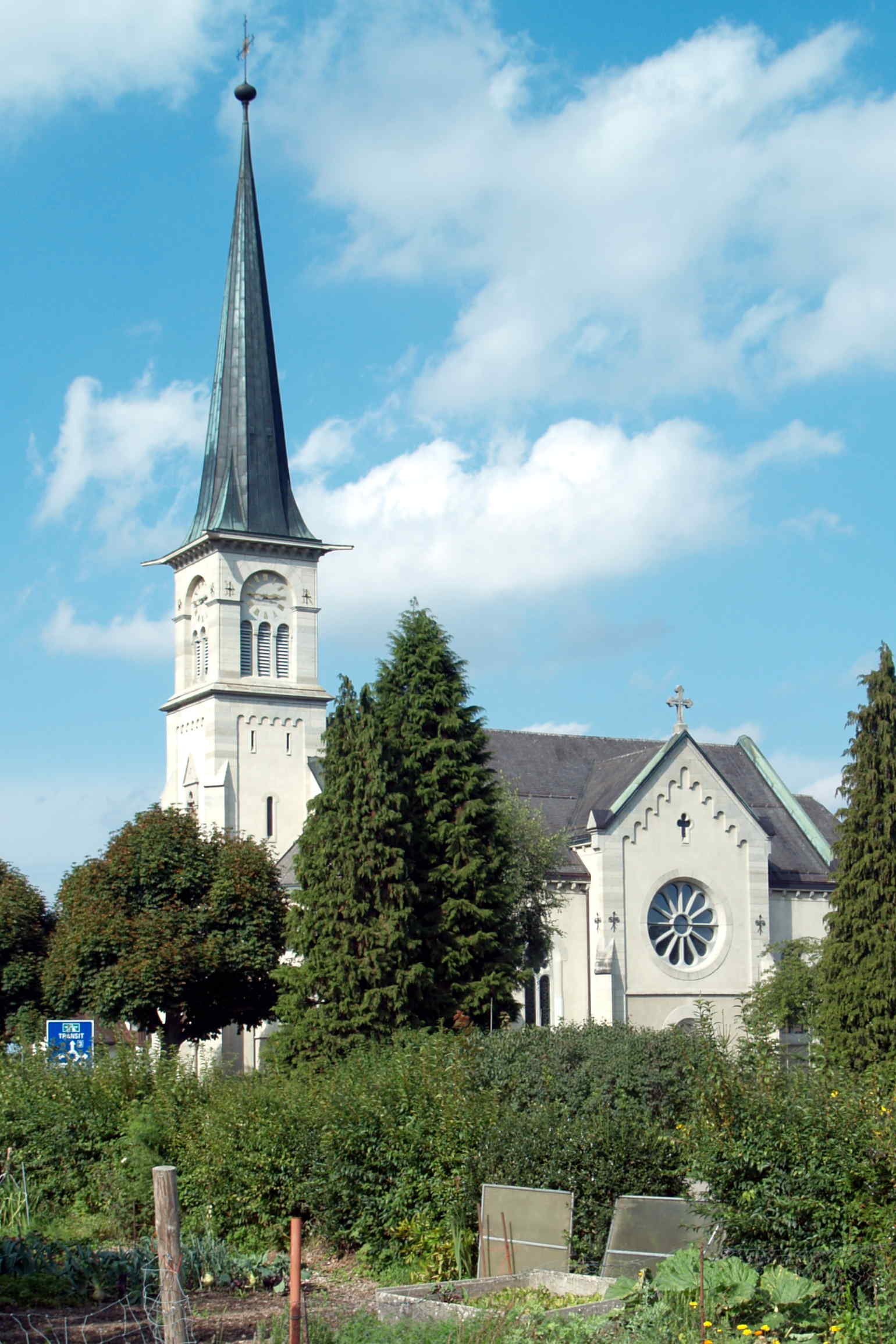
Церковь